# Pizieux
Pizieux település Franciaországban, Sarthe megyében. Lakosainak száma 74 fő (2022. január 1.). Pizieux Saint-Longis, Saint-Rémy-des-Monts, Saosnes, Commerveil és Saint-Calez-en-Saosnois községekkel határos.

## Népesség
A település népességének változása:
| Lakosok száma | 81   | 80   | 77   | 74   | 71   | 73   | 73   | 73   | 74   |
|               | 2013 | 2015 | 2016 | 2017 | 2018 | 2019 | 2020 | 2021 | 2022 |